# Parameśwara
Parameśwara (też Parmeśwar) – najwyższa istota w systemie wierzeń mahanubhawasampradaji (postrzeganego w łonie hinduizmu, jako jedna ze szkół wisznuizmu). Parameśwara posiada moc umożliwiającą człowiekowi wyzwolenie. Bóg ten dostępny bywa dla wyznawców na ziemi poprzez swoje liczne awatary, pięć z nich doktryna mahanubhawy uznaje za najistotniejsze.
Pięć tych najbardziej świętych inkarnacji (ludzkich wcieleń) zwanych jest pańćakryszna:
1. Kryszna
2. Dattatreja
3. Ćangadewa Raul z Dwarki (w stanie Gudźarat)
4. Gundam Raul z Riddhipuru
5. Ćakradhara z Paithanu[1].